# Fredrik Lagerfelt
Fredrik Melker August Lagerfelt, född 11 september 1843 i Slaka församling, Östergötlands län, död 14 oktober 1918 i Stockholm, var en svensk friherre och hovfunktionär.

## Biografi
Fredrik Lagerfelt föddes 1843 på Röby i Slaka socken. Han var son till direktören Gösta Lagerfelt och Christina Funck. Lagerfelt blev 16 juni 1863 student vid Uppsala universitet och avlade 30 maj 1865 juris preliminärexamen, samt 14 september 1869 kansliexamen. Han blev 18 oktober 1869 student vid Lunds universitet och avlade 20 maj 1870 examen till Rättegångsverken. Lagerfelt blev 2 juni 1870 auskultant i Göta hovrätt, 3 oktober 1870 extraordinarie notarie och 14 januari 1874 vice häradshövding. Lagerfelt blev 25 april 1874 extraordinarie kanslist i Lantförsvarsdepartementet, 7 juni 1878 amanuens i Lantförsvarsdepartementet och 25 januari 1885 tillförordnad sekreterare i Krigshovrätten.
Han blev 21 januari 1886 kammarherre hov kronprinsen och tilldelades 25 mars 18888 Fjärde graden av Preussiska Kronorden, 18 augusti 1888 kommendör av andra klassen av Albrektsorden och 1 december 1891 riddare av Vasaorden. Lagerfelt blev 25 november 1892 tillförornad kanslisekreterare i Lantförsvarsdepartementet, 13 september 1894 registrator i Lantförsvarsdepartementet och 29 april 1894 registrator vid Kungliga Majetsts orden samt riddare av Nordstjärneorden.
Han blev 7 november 1895 kanslisekreterare i Lantförsvarsdepartementet och tog 23 november 1896 avsked från befattning som registrator. Lagerfelt tilldelades 22 mars 1897 Röda örns orden, mars 1897 innehavare av medalj från kejsarjubileet i Berlin, 23 oktober 1897 Zähringer Löwenordens kommendörskors av andra klassen, 18 september 1897 Konung Oscar II:s jubileumsminnestecken, 6 juli 1900 Officer av Hederslegionen, 20 september 1906 Kronprins Gustafs och Kronprinsessan Victorias silverbröllopsmedalj och 6 juni 1907 Konung Oscar II:s och Drottning Sofias guldbröllopsminnestecken. Han blev 10 januari 1908 tjänstgörande kabinettskammarherre 1908-01-10 och tilldelades 27 maj 1908 Storofficer av Leopoldsorden och 16 juni 1908 kommendör av Nordstjärneorden. Lagefelt tog 18 september 1908 avsked från tjänsten som från kanslisekreterare och tilldelades 22 december 1908 Kommendör av Hederslegionen, 12 maj 1909 Kommendör av första graden av Dannebrogorden, 13 juli 1909 Zähringer Löwenordens kommendörskors av första klassen och 1909 Sankt Stanislausorden, första klassen. Han blev 1 febarui 1911 tjänstfri från hovet. Lagerfelt avled 1918 i Stockholm och begravdes på Linköpings kyrkogård.

## Utmärkelser
- Fjärde graden av Preussiska Kronorden,  25 mars 1888[1]
- Kommendör av andra klassen av Albrektsorden,  18 augusti 1888[1]
- Riddare av Vasaorden,  1 december 1891[1]
- Riddare av Nordstjärneorden,  29 april 1895[1]
- Röda örns orden,  22 mars 1897[1]
- Konung Oscar II:s jubileumsminnestecken,  18 september 1897[1]
- Zähringer Löwenordens kommendörskors av andra klassen,  23 oktober 1897[1]
- Officer av Hederslegionen,  6 juli 1900[1]
- Kronprins Gustafs och Kronprinsessan Victorias silverbröllopsmedalj,  20 september 1906[1]
- Konung Oscar II:s och Drottning Sofias guldbröllopsminnestecken,  6 juni 1907[1]
- Storofficer av Leopoldsorden,  27 maj 1908[1]
- Kommendör av Nordstjärneorden,  16 juni 1908[1]
- Kommendör av Hederslegionen,  22 december 1908[1]
- Sankt Stanislausorden, första klassen,  1909[1]
- Kommendör av första graden av Dannebrogorden,  12 maj 1909[1]
- Zähringer Löwenordens kommendörskors av första klassen,  13 juli 1909[1]

[Redigera Wikidata]